# Efecto Allais

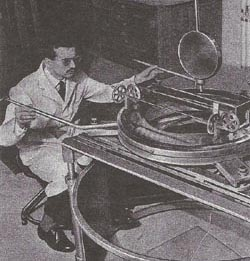
Péndulo utilizado por Allais.

Fotografía tomada durante un eclipse en 1999 en Francia.

El efecto Allais es una supuesta precesión anómala del plano de oscilación de un péndulo durante un eclipse solar. Este efecto es inexplicable para los modelos estándar de gravitación de Física, pero publicaciones recientes tienden más bien a las explicaciones convencionales, que explican estas observaciones.

## Historia
El efecto se observó por primera vez en el año 1954. Maurice Allais, un erudito francés que ganó el Premio Nobel en Economía, también observó este efecto en 1959 durante otro eclipse solar. 
Sin embargo, también cabe mencionar que desde un plano científico este fenómeno no está del todo constatado, como por ejemplo otros efectos de los eclipses, como las Perlas de Baily.
Un artículo publicado sobre el tema en una revista de divulgación científica (Flandern, 2003) llega a la conclusión de que "no hay detecciones inequívocas del Efecto Allais en los últimos 30 años, cuando la conciencia de la importancia de los controles experimentales se ha generalizado." Este documento también sugiere un mecanismo que podría causar ligeras variaciones gravitacionales durante un eclipse (vientos de gran altitud a alta velocidad). Se señala que "la anomalía gravitatoria discutida aquí se trata de un factor de 1/100.000, demasiado pequeño para explicar el exceso de precesión del péndulo de Allais durante los eclipses...", y de aquí se concluye que la anomalía original de Allais era simplemente debida a controles experimentales insuficientes.
En 2003 se publicó un estudio en la Physical Review, en el que el fenómeno se atribuye a cambios en el comportamiento de la atmósfera durante los eclipses solares.
La posible explicación, aún controvertida, es la denominada hipótesis de Van Flandern-Yang en la que se conjetura que la causa puede ser el efecto gravitacional del aumento de la densidad de la atmósfera superior en un punto creado por enfriamiento durante el eclipse solar. Sin embargo, es una cuestión que siguió abierta para posibles estudios posteriores más detallados.
Un artículo de revisión autopublicado por Chris Duif, que examina la situación de las anomalías gravitatorias en general, llega a la conclusión de que la cuestión sigue abierta, y que estas investigaciones deberían llevarse a cabo, en vista de su naturaleza relativamente barata y de las enormes consecuencias que se derivarían si se confirmase que las anomalías son genuinas.
Durante el eclipse solar del 26 de enero de 2009, se encontró una correlación entre el comportamiento anómalo de un péndulo y de una balanza de torsión, situados en dos puntos diferentes fuera de la zona de sombra.
Ocho gravímetros y dos péndulos fueron desplegados en seis lugares de contraste en China durante el eclipse solar del 22 de julio de 2009. Aunque uno de los científicos implicados declaró en una entrevista haber observado el efecto Allais, el resultado no ha sido publicado en ninguna revista científica de referencia.
H. R. Salva utilizó un péndulo de Foucault automatizado y no encontró ninguna evidencia de un cambio de precesión del plano de oscilación del péndulo (de 0,3 grados/hora según Allais) durante el eclipse solar del 11 de julio de 2010.